# Ramularia variabilis

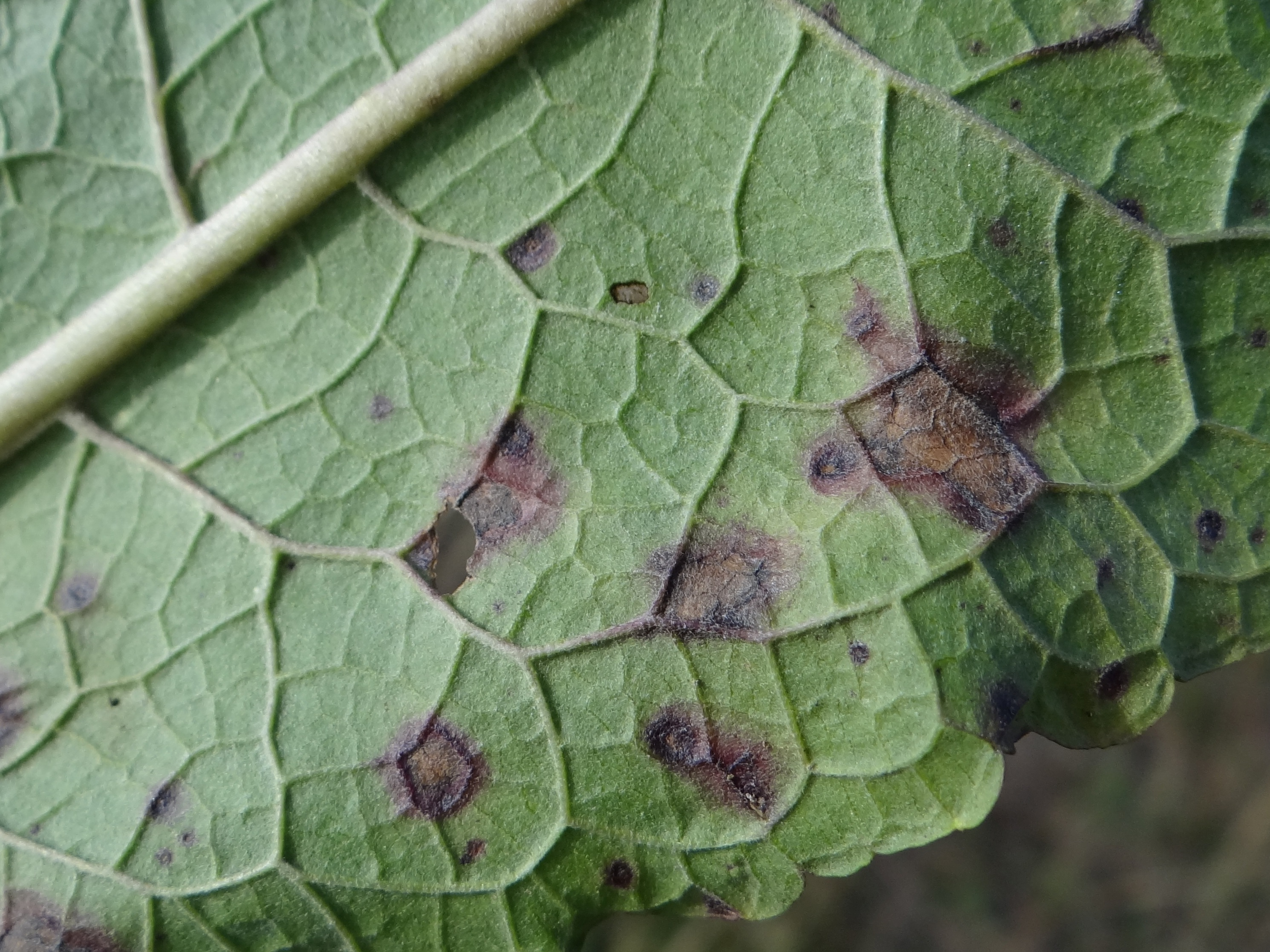
Pamy na dolnej stronie liścia dziewanny pospolitej

Ramularia variabilis Fuckel – gatunek grzybów z klasy Dothideomycetes. Grzyb mikroskopijny, fitopatogen pasożytujący na gatunkach roślin zaliczanych do rodzajów dziewanna (Verbascum) i naparstnica (Digitalis). Powoduje plamistość liści.

## Systematyka i nazewnictwo
Pozycja w klasyfikacji według Index Fungorum: Ramularia, Mycosphaerellaceae, Capnodiales, Dothideomycetidae, Dothideomycetes, Pezizomycotina, Ascomycota, Fungi.
Gatunek ten opisał Leopold Fuckel w 1870 r.
Synonimy:
- Cylindrosporium variabilis (Fuckel) J. Schröt. 1897
- Entylomella variabilis (Fuckel) Cif. 1928
- Ovularia variabilis (Fuckel) E. Bommer & M. Rousseau 1884

## Charakterystyka
Na porażonych roślinach powoduje powstawanie okrągławych lub wielokątnych, zielonkawobrązowych, brązowych lub brązowoczarnych plam, zazwyczaj z fioletowobrązową obwódką. Mają średnicę 2–15 mm i czasami zlewają się z sobą. W sprzyjających patogenowi warunkach w obrębie tych plam na obydwu stronach liści pojawia się nalot złożony z konidioforów i zarodników.
Endobiont, jego grzybnia jest zanurzona w tkankach rośliny. Konidiofory 1–3–komórkowe, o wymiarach 16–74 (–92) × 2–3 (–4,6) μm. Konidia powstają w łańcuszkach. Są zazwyczaj jednokomórkowe. rzadziej dwukomórkowe, elipsoidalne, cylindryczne lub jajowate, o wymiarach 7–21 (–26) × 2–4,6 μm.

## Występowanie
Ramularia variabilis jest szeroko rozprzestrzeniona w Ameryce Północnej (USA, Kanada) i Europie. Podano jej stanowiska także w Japonii i na Nowej Zelandii. W Polsce opisana została na wielu stanowiskach.
Polifag. Podano jego występowanie na następujących gatunkach roślin: dziewanna drobnokwiatowa (Verbascum thapsus), dziewanna fioletowa (Verbascum phoeniceum), dziewanna firletkowa (Verbascum lychnitis), dziewanna pospolita (Verbascum niger), dziewanna wielkokwiatowa (Verbascum densiflorum), naparstnica purpurowa (Digitalis purpurea), naparstnica zwyczajna (Digitalis grandiflora), nieoznaczone gatunki naparstnicy i dziewanny, naparstnica żółta (Digitalis lutea).